# Ptiliinae
Ptiliinae là một phân họ lớn trong họ Ptilidae. Hơn 80% được mô tả genera of these very tiny beetles are contained herein; however, many more genera and species await description. Chúng được phân thành 2 tông nhỏ hơn là Nanosellini và Ptiliini.

## Một số chi tiêu biểu
| Tông Ptiliini - Achosia - Actidium - Actinopteryx - Africoptilium - Astatopteryx - Bambara - Baeocrara - Championella - Cissidium - Cnemadoxia - Cochliarion - Dipentium - Etronia - Euryptilium - Gomyella - Kimoda - Kuschelidium - Leaduadicus - Leptinla - Malkinella - Micridina - Micridium - Microptilium - Millidium - Motschulskium - Myrmicotrichis - Neotrichopteryx - Nossidium - Notoptenidium - Oligella - Ptenidium - Ptenidotonium - Pterycodes - Pteryx | - Ptiliodes - Ptiliola - Ptiliolum - Ptilium - Ptinella - Ptinellodes - Rioneta - Skidmorella Tông Nanosellini - Baranowskiella - Cylindrosella - Cylindroselloides - Fijiselloides - Garicaphila - Hydnosella - Isolumpia - Limulosella - Mikado - Nanosella - Nellosana - Nellosanoides - Nepalumpia - Paratuposa - Phililumpia - Porophila - Scydosella - Scydoselloides - Suterina - Tasmangarica - Throscidium - Throscoptilium - Throscoptiloides - Throscosana - Vitusella |

## Hình ảnh

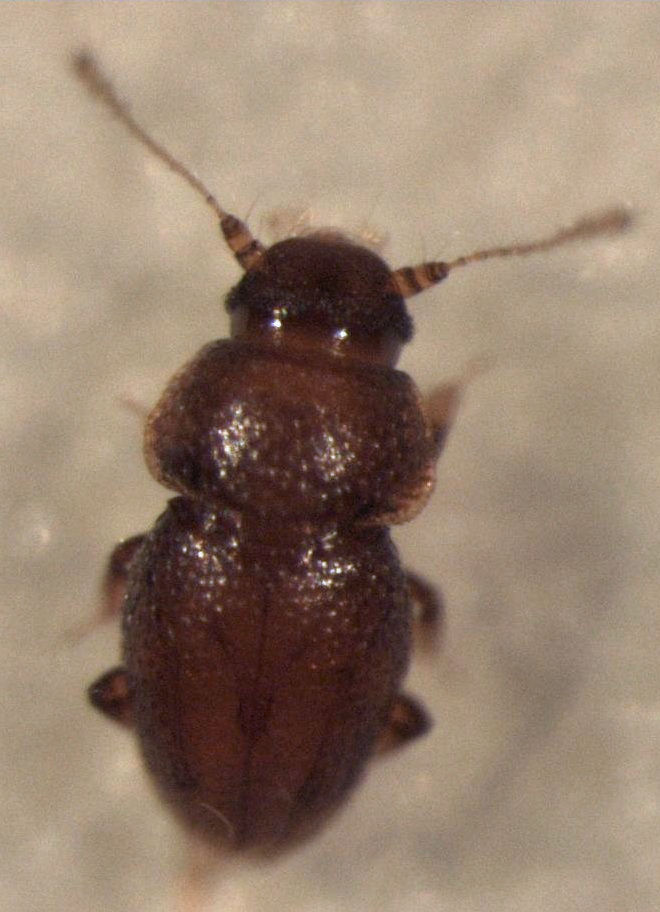
Dipentium zelandicum